# Explore: The Journal of Science & Healing
Explore: The Journal of Science & Healing é uma revista interdisciplinar bimestral revisada por pares que publica artigos sobre medicina alternativa. Foi criada em 2005 e é publicada pela editora Elsevier.
O editor executivo é proponente da cura pela fé, Larry Dossey [en]. Os co-editores-chefes são o hipnoterapeuta, acupunturista e fitoterapeuta Benjamin Kligler [en], professor associado da Faculdade de Medicina Albert Einstein, e o parapsicólogo Dean Radin.
A revista tem sido descrita como uma "farsa mascarada de revista científica verdadeira" que publica "estudos verdadeiramente ridículos", tal como a suposta demonstração de Masaru Emoto do efeito da "intenção à distância" na formação de cristais de água.

## Conteúdo da revista
A revista descreve a si mesma como abordando "os princípios científicos por trás, e as aplicações de práticas de tratamentos baseados em evidências de uma ampla variedade de fontes, incluindo medicina convencional, alternativa e transcultural". De acordo com as informações para autores, os artigos "mais prováveis de serem publicados são aqueles que apresentam importantes novas ideias e informações sobre as artes de cura, consciência, espiritualidade, questões eco-ambientais e ciência básica, pois todos esses campos se relacionam com a saúde" assim como artigos sobre "novas perspectivas de integração de terapias complementares e alternativas". Explore foi iniciada em 2005 e é publicada pela editora de publicações médicas e científicas Elsevier.
Explore tem sido criticada duramente tanto pelo conteúdo que publica quanto pelas crenças de sua equipe editorial. Sua autodescrição e a informações aos autores são explícitas na inclusão de tópicos pseudocientíficos bem distintas das práticas médicas atuais. Os críticos notaram essa disposição de publicar trabalhos em áreas sem base científica e rotularam-na de "revista charlatã", que "não se limita a apenas um charlatanismo, como faz [a revista] Homeopathy, além de uma publicação de "estudos verdadeiramente ridículos" e também como "uma farsa disfarçada de jornal científico verdadeiro".

### Artigos individuais

#### Sistemas integrais de medicina complementar e alternativa
Em uma discussão de publicações provenientes de dois estudos financiados pelo NIH, realizados pelo proponente da homeopatia Iris Bell [en] (um membro do conselho editorial da Explore), David Gorski [en] examinou várias publicações dessa pesquisa, incluindo o artigo publicado na Explore sobre sistemas integrais de medicina complementar e alternativa usando teoria de sistemas complexos. Este foi um estudo observacional que dividiu os assuntos em "floreadores" e "fraudadores", e "não foi muito interessante", de acordo com Gorski.

#### Intenção distante
Dean Radin, co-redator-chefe da revista, publicou um artigo na Explore sobre o efeito no humor de se comer chocolate que havia sido impregnado de intenção positiva. O artigo foi incluído em uma discussão da revista TIME que também explorou as alegações de Masaru Emoto sobre impregnar a água com intenção positiva. Gorski criticou o desenho e a análise do estudo e observou que Radin oferece uma explicação dos resultados em termos de mecânica quântica e o efeito observador que refletem um equívoco bem conhecido sobre o efeito. O trabalho de Emoto nesta área tem sido extensivamente criticado, incluindo na New Scientist na Skeptical Inquirer e na revista Spirituality & Health.
Em 2006 Radin e Emoto publicaram um acompanhamento desses estudos focados em "intenção distante" na formação de cristais de água na Explore e outro artigo no Journal of Scientific Exploration. Os comentários sobre esses documentos os caracterizaram como "charlatanismo aquático" e notaram que seus dados não sustentavam suas conclusões, além de sugerir que talvez "Emoto seja um evangelista que valorize a mensagem de suas imagens mais do que as particularidades da ciência".

#### Chico Xavier
Em janeiro de 2015 um artigo sobre as cartas de Chico Xavier, financiado com recursos da Fundação de Amparo à Pesquisa do Estado de São Paulo, foi criticado por jornalistas de divulgação científica. Carlos Orsi, na revista Galileu e Maurício Tuffani, no jornal Folha de S. Paulo questionaram a validade dos resultados e das conclusões apresentados, discutindo especialmente as falhas metodológicas da publicação. Mas o artigo também foi criticado por causa do baixo fator de impacto da revista Explore. Tuffani posteriormente publicou uma resposta de Alexander Moreira-Almeida, um dos autores do artigo, mas manteve as críticas anteriores.

## Equipe editorial
O editor executivo da Explore é Larry Dossey, um defensor da cura pela fé e outras abordagens da medicina alternativa que não têm base na ciência. Os co-editores-chefes são Benjamin Kligler, que pratica hipnoterapia Ericksoniana, acupuntura e fitoterapia, e o parapsicólogo Dean Radin, que foi descrito por Steven Novella como tendo uma "ideologia dedicada e uma história pobre" e uma "reputação de massagear criativamente os dados". Radin é o cientista chefe do Institute of Noetic Sciences, que explora supostos fenômenos que "não se encaixam necessariamente em modelos científicos convencionais". Ele também trabalha com a Parapsychological Association, que se descreve como "uma organização profissional ... envolvida no estudo de experiências de psi (ou 'psíquicas'), tais como telepatia, clarividência, psicocinese, cura psíquica e precognição".
Sadri Hassani, professor aposentado de física que mantém o site Skeptical Educator, disse que "O conselho editorial da Explore diz tudo! [...] Quando o próprio editor executivo publica livros sobre "conhecer o futuro" e o "poder curativo da oração" e quando os coeditores-em-chefe se envolvem na exploração de fenômenos que não se encaixam necessariamente nos modelos científicos convencionais e fazem pesquisas sobre telepatia e cura psíquica, qual é o propósito da "revisão por pares"?.

## Resumos e indexação
A revista é resumida e indexada em Current Contents/Clinical Medicine, Index Medicus/MEDLINE/PubMed, Science Citation Index Expanded, e Scopus. De acordo com o Journal Citation Reports, a revista teve um fator de impacto de 1.363 em 2016.